# Antsiatsiaka
Antsiatsiaka est une commune urbaine malgache située dans la partie sud-centre de la région d'Analanjirofo.